# عبدل ال-گیلی
عبدل ال-گیلی در مصر است که در استان جیزه واقع شده‌است.